# DC Black Label

Logo DC Black Label

DC Black Label – imprint wydawnictwa komiksowego DC Comics stworzony w miejsce zlikwidowanego Vertigo, w ramach reorganizacji DC Comics. Specjalizujący się w wydawaniu komiksów, składających się z oryginalnych miniserii i przedruków komiksów opublikowanych wcześniej pod innymi szyldami, w tym Vertigo. Wydawnictwo ma na celu głównie ukazanie superbohaterów ze świata DC w niekanonicznych historiach przeznaczonych dla dorosłego czytelnika. Pierwszy tytuł wydawnictwa, Batman: Przeklęty, został wydany 19 września 2018. W Polsce wybrane komiksy w ramach DC Black Label ukazują się nakładem wydawnictwa Egmont Polska od października 2019 roku w formie tomów zbiorczych gromadzących po kilka zeszytów oryginalnych serii.

## Lista komiksów pod szyldemDC Black Labelwydanych w Polsce
| L.p. | Tytuł polski                                 | Tytuł oryginału                                          | Zawartość | Data polskiego wydania |
| ---- | -------------------------------------------- | -------------------------------------------------------- | --- | ---------------------- |
| 1    | Batman: Biały Rycerz                         | Batman: White Knight                                     | Zeszyty Batman: White Knight (grudzień 2017-lipiec 2018) | 02.10.2019             |
| 2    | Batman: Przeklęty                            | Batman: Damned                                           | Zeszyty Batman: Damned #1-3 (czerwiec 2019-luty 2020) | 20.11.2019             |
| 3    | DMZ – Strefa zdemilitaryzowana. Tom 1        | DMZ Deluxe Edition Book One                              | Zeszyty DMZ #1-12 (styczeń-grudzień 2006) | 22.01.2020             |
| 4    | Harleen                                      | Harleen                                                  | Zeszyty Harleen #1-3 (listopad 2019-luty 2020) | 29.04.2020             |
| 5    | DMZ – Strefa zdemilitaryzowana: Tom 2        | DMZ Deluxe Edition Book Two                              | Zeszyty DMZ #13-28 (styczeń 2007-kwiecień 2008) | 29.04.2020             |
| 6    | Hitman. Tom 1                                | Hitman Vol. 1: A Rage in Arkham                          | Zeszyty Demon Annual (vol. 3) #2 (listopad 1992), pojedyncza historia z Batman Chronicles #4 (marzec 1996), Hitman #1-8 (kwiecień-listopad 1996), Hitman Annual #1 (październik 1997)                                | 29.04.2020             |
| 6    | Hitman. Tom 1                                | Hitman Vol. 2: Ten Thousand Bullets                      | Zeszyty Demon Annual (vol. 3) #2 (listopad 1992), pojedyncza historia z Batman Chronicles #4 (marzec 1996), Hitman #1-8 (kwiecień-listopad 1996), Hitman Annual #1 (październik 1997)                                | 29.04.2020             |
| 7    | Superman: Rok pierwszy                       | Superman: Year One                                       | Zeszyty Superman: Year One #1-3 (sierpień-październik 2019) | 23.07.2020             |
| 9    | Hitman. Tom 2                                | Hitman Vol. 3: Local Heroes                              | Zeszyty Hitman #9-22 (grudzień 1996-styczeń 1998) | 07.10.2020             |
| 9    | Hitman. Tom 2                                | Hitman Vol. 4: Ace of Killers                            | Zeszyty Hitman #9-22 (grudzień 1996-styczeń 1998) | 07.10.2020             |
| 10   | DMZ – Strefa zdemilitaryzowana. Tom 3        | DMZ Deluxe Edition Book Three                            | Zeszyty DMZ #29-44 (maj 2008-październik 2009) | 07.10.2020             |
| 11   | Batman: Ostatni rycerz na ziemi              | Batman: Last Knight on Earth                             | Zeszyty Batman: Last Knight on Earth #1-3 (czerwiec 2019-luty 2020) | 30.09.2020             |
| 14   | Hitman. Tom 3                                | Hitman Vol. 5: Tommy’s Heroes                            | Hitman #23-36, #1.000.000 (luty 1998-kwiecień 1999. listopad 1998) | 02.12.2020             |
| 15   | Powrót Mrocznego Rycerza. Złote dziecko      | The Dark Knight Returns: The Golden Child Deluxe Edition | Powieść graficzna Dark Knight Returns: The Golden Child (grudzień 2019) | 02.12.2020             |
| 16   | Animal Man Omnibus                           | The Animal Man Omnibus                                   | Zeszyty Animal Man (vol. 1) #1-26 (wrzesień 1988-sierpień 1990) oraz pojedyncza historia z Secret Origins (vol. 2) #39 (kwiecień 1989)                                                                               | 02.12.2020             |
| 17   | DMZ – Strefa zdemilitaryzowana. Tom 4        | DMZ Deluxe Edition Book Four                             | Zeszyty DMZ #45-59 (listopad 2009-styczeń 2011) | 24.02.2021             |
| 18   | Hitman. Tom 4                                | Hitman Vol. 6: For Tomorrow                              | Hitman #37-50 (maj 1999-czerwiec 2000) | 24.03.2021             |
| 19   | Czarna Orchidea                              | Black Orchid                                             | Zeszyty Black Orchid #1-3 (grudzień 1988-luty 1989) | 24.03.2021             |
| 20   | Batman: Klątwa Białego Rycerza               | Batman: The Curse of White Knight                        | Zeszyty Batman: Curse of the White Knight #1-8 (wrzesień 2019-maj 2020) | 14.04.2021             |
| 24   | Wonder Woman: Martwa ziemia                  | Wonder Woman: Dead Earth                                 | Zeszyty Wonder Woman: Dead Earth #1-4 (luty-październik 2020) | 14.07.2021             |
| 26   | DMZ – Strefa zdemilitaryzowana. Tom 5        | DMZ Deluxe Edition Book Five                             | Zeszyty DMZ #60-72 (luty 2011-luty 2012) | 11.08.2021             |
| 27   | Hitman. Tom 5                                | Hitman Vol. 7: Closing Time                              | Zeszyty Hitman #51-60 (czerwiec 2000-kwiecień 2001), Hitman/Lobo: That Stupid Bastich #1 (wrzesień 2000), JLA/Hitman #1-2 (listopad-grudzień 2007) oraz opowiadanie z Superman 80-Page Giant (vol. 1) #1 (luty 1999) | 25.08.2021             |
| 30   | Flex Mentallo: Człowiek Mięśniowej Tajemnicy | Flex Mentallo: Man of Muscle Mystery                     | Zeszyty Flex Mentallo #1-4 (kwiecień-sierpień 1996) | 24.11.2021             |
| 48   | Niewidzialni. Tom 1                          | The Invisibles: Deluxe Edition, Book One                 | Zeszyty The Invisibles (vol. 1) #1-12 (sierpień 1994-lipiec 1995) oraz pojedyncza historia z Absolute Vertigo #1 (grudzień 1995)                                                                                     | 29.06.2022             |

## Hill House Comics
Linia wydawnicza komiksów grozy DC Comics stworzona i kierowana przez Joego Hilla. Pierwsza seria Kosz pełen głów ze scenariuszem Hilla i rysunkami Leomacsa, została wydana w październiku 2019 roku. W Polsce komiksy wydaje od 2021 roku Egmont Polska.

## Sandman Uniwersum
Linia wydawnicza komiksów prezentująca postacie z uniwersum Sandmana, uruchomiona w 2018 roku z okazji 30-lecia Sandmana autorstwa Neila Gaimana oraz 25-lecia Vertigo. Sandman Uniwersum rozpoczął się w sierpniu 2018 roku tytułowym albumem, po którym pojawiły się cztery trwające serie – Dom Szeptów, Lucyfer, Księgi Magii i Śnienie. Każda z serii jest nadzorowana przez Gaimana, ale pisana przez nowe zespoły kreatywne. Początkowo linia była wydawana w imprincie Vertigo, a po jego wygaszeniu w styczniu 2020 roku w imprincie DC Black Label. W Polsce komiksy wydaje od 2019 roku Egmont Polska.

### Lista komiksów wydanych w Polsce
| L.p. | Tytuł polski                                         | Tytuł oryginału                                   | Zawartość | Data polskiego wydania |
| ---- | ---------------------------------------------------- | ------------------------------------------------- | --- | ---------------------- |
| 1    | Sandman Uniwersum                                    | The Sandman Universe                              | Zeszyt The Sandman Universe (październik 2018) | 02.10.2019             |
| 2    | Śnienie. Tom 1: Ścieżki i wpływy                     | The Dreaming Vol. 1: Pathways and Emanations      | Zeszyty The Dreaming (vol. 2) #1-6 (listopad 2018-kwiecień 2019)                                                                                                 | 02.10.2019             |
| 3    | Dom Szeptów. Tom 1: Moc podzielona                   | House of Whispers Vol. 1: The Power Divided       | Zeszyty House of Whispers #1-6 (listopad 2018-kwiecień 2019) | 13.11.2019             |
| 4    | Księgi Magii. Tom 1: Dobór składu                    | The Books of Magic Vol. 1: Moveable Type          | Zeszyty Books of Magic (vol. 3) #1-6 (grudzień 2018-maj 2019) | 12.11.2020             |
| 5    | Śnienie. Tom 2: Puste skorupy                        | The Dreaming Vol. 2: Empty Shells                 | Zeszyty The Dreaming (vol. 2) #7-12 (maj-październik 2019) | 10.03.2021             |
| 6    | Lucyfer. Tom 1: Diabelska komedia                    | Lucifer Vol. 1: The Infernal Comedy               | Zeszyty Lucifer (vol. 3) #1-6 (grudzień 2018-marzec 2019) | 29.04.2021             |
| 7    | Księgi Magii. Tom 2: Drugie quarto                   | The Books of Magic Vol. 2: Second Quarto          | Zeszyty Books of Magic (vol. 3) #7-13 (czerwiec-grudzień 2019)                                                                                                   | 24.11.2021             |
| 8    | John Constantine, Hellblazer. Tom 1: Znak cierpienia | John Constantine, Hellblazer Vol. 1: Marks of Woe | Zeszyty The Sandman Universe Presents: Hellblazer #1 (grudzień 2019), Books of Magic (vol. 3) #14 (styczeń 2020), John Constantine: Hellblazer #1 (styczeń 2020) | 08.12.2021             |
| 9    | Lucyfer. Tom 2: Boska tragedia                       | Lucifer Vol. 2: The Divine Tragedy                | Zeszyty Lucifer (vol. 3) #7-12 (kwiecień-listopad 2019) | 08.12.2021             |

## Kontrowersje
W Batmanie: Przeklętym rysownik Lee Bermejo ilustrując nagiego Batmana zaprezentował go z odsłoniętym penisem, co było tym samym pierwszym obrazem w historii publikacji z Batmanem. Jednak scena spotkała się z ogromną krytyką i DC Comics po jej naporem ocenzurowało ilustrację i zapowiedziało, że w przyszłych wydaniach komiksu. Także ta decyzja spotkała się krytyką i kpinami ze względu na reklamowanie szyldu DCBlack Label jako kierowanego do dorosłych czytelników, pod słowami: „W świecie DC Black Label nie ma żadnych granic”.